# Karl Bornstein

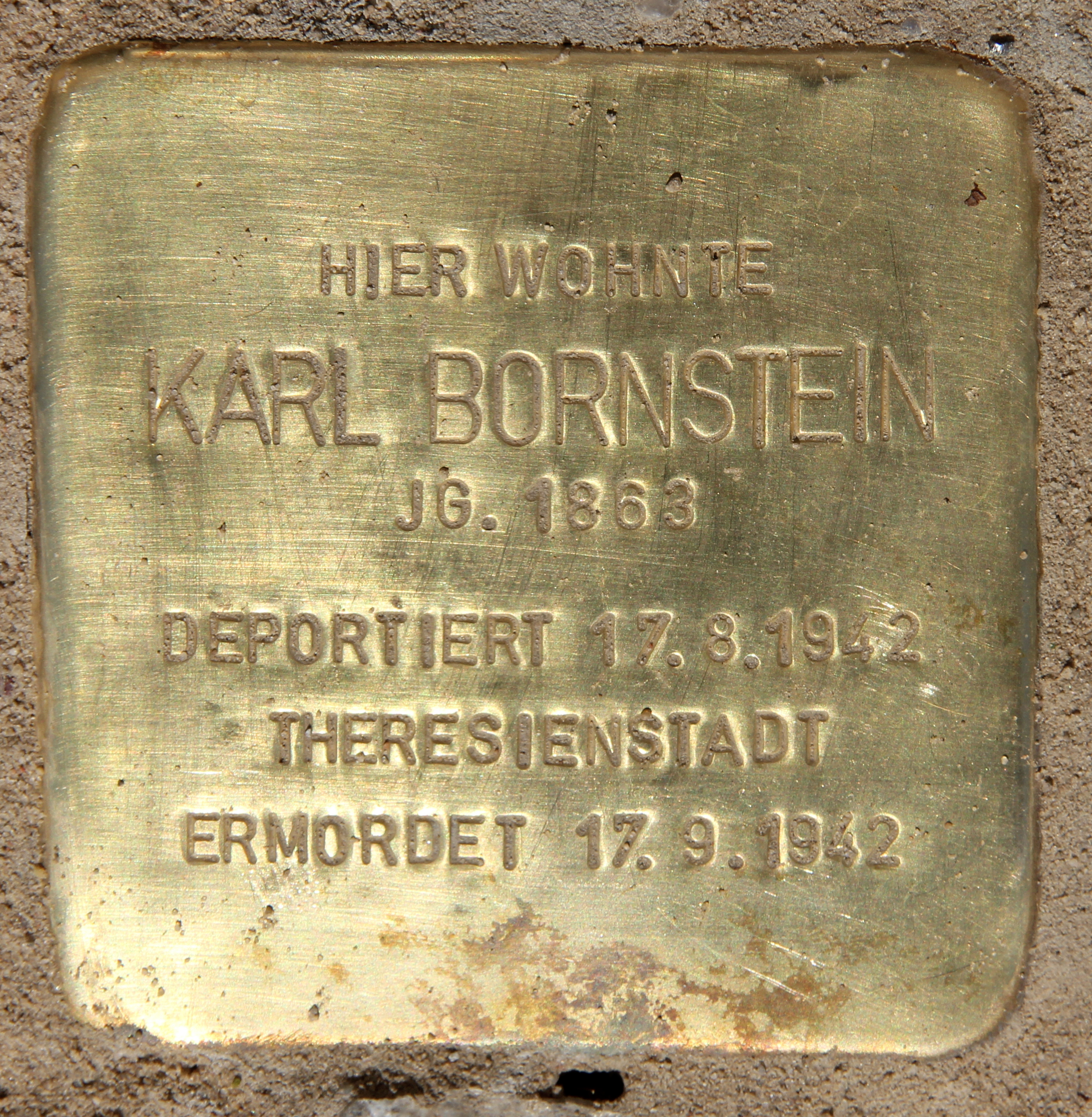
Stolperstein vor seinem ehemaligen Wohnhaus

Karl Bornstein (* 19. Oktober 1863 in Gostyn; † 17. September 1942 im Ghetto Theresienstadt) war ein deutscher Mediziner.

## Leben
Karl Bornstein besuchte das Gymnasium in Lissa und studierte nach Erhalt der Reife Michaelis 1882 Medizin. Nach seiner Promotion praktizierte er als Arzt in Borek und ging anschließend als Badearzt nach Landeck in der Grafschaft Glatz. Die nächste Station war Leipzig. Dort wohnte er in der Paffendorfer Str. 22 I. und war als Spezialarzt für Magen-, Darm- und Stoffwechselerkrankungen tätig. Darüber hinaus engagierte er sich als Vorsitzender des Vereins für Mutterschutz zu Leipzig für das Wohl schwangerer Frauen. Im April 1917 zog er nach Berlin.
Karl Bornstein beschäftigte sich wissenschaftlich vor allem mit Medizinethik und medizinischer Volksbelehrung. Er wirkte als Generalsekretär des preußischen Landesausschusses für hygienische Volksbelehrung und war Schriftleiter der Blätter für Volksgesundheitspflege.
1925 wurde er auf Vorschlag von Emil Abderhalden zum Mitglied der Leopoldina gewählt.
Nach der nationalsozialistischen Machtübernahme lebte er in der Trautenaustraße 9 in Berlin-Wilmersdorf. Da er aus einer jüdischen Familie stammte, konnte er nicht mehr publizieren und wurde zudem im November 1938 aus der Liste der Mitglieder der deutschen Akademie der Naturforscher Leopoldina gestrichen.
Am 17. August 1942 wurde das Ehepaar Bornstein mit dem sogenannten „1. großen Alterstransport“ in das Ghetto Theresienstadt (Gebäude 609, Zimmer 015 „Marodenzimmer“) deportiert. Hier starb Karl Bornstein am 17. September 1942. Seine am 23. Januar 1874 in Kentschkau bei Breslau geborene Ehefrau Magdalene, geb. Friedländer, wurde neun Monate später am 15. Juni 1943 ermordet.
Am 29. April 2012 wurden vor seinem ehemaligen Wohnhaus in Berlin-Wilmersdorf, Trautenaustraße 9, für Karl Bornstein und seine Ehefrau Magdalene Stolpersteine verlegt.

## Schriften
- Hygiene! Sozialhygiene! Kulturhygiene!. Deleiter, Dresden (Digitalisat)

## Leopoldina
Die 2009 errichtete Gedenkstele der Leopoldina zum Andenken an Mitglieder der Akademie, die in den Konzentrationslagern der Nationalsozialisten ermordet wurden oder an den unmenschlichen und grausamen Bedingungen der Lagerhaft starben, erinnert nicht an Karl Bornstein. Ursache für die Nichtberücksichtigung von Karl Bornstein war vermutlich die zuvor von verschiedenen Autoren veröffentlichte Annahme, dass Bornstein bereits 1935 verstorben sei.